# Musée Cap Al Campestre
Le musée Cap Al Campestre, anciennement musée des traditions populaires, au Lherm (près de Toulouse) présente essentiellement des instruments agricoles et des outils du XIXe siècle. 
Sa visite commence par celle d'une « camera oscura » grandeur réelle. C'est une petite maison construite à l'entrée du musée qui est assez grande pour contenir une quinzaine de visiteurs. Un des murs est peint en blanc mat, l'autre est percé d'un trou muni d'objectifs interchangeables. Les visiteurs peuvent observer l'image du site sur le mur ou sur un calque.
|  |  |  |